# 咸豊県
咸豊県（かんほう-けん）は中華人民共和国湖北省恩施トゥチャ族ミャオ族自治州に位置する県。

## 歴史
1735年（雍正13年）、清朝により咸豊県が設置される。

## 行政区画
- 鎮:高楽山鎮、忠堡鎮、坪壩営鎮、朝陽寺鎮、清坪鎮、唐崖鎮、曲江鎮
- 郷:活竜坪郷、小村郷、黄金洞郷
- 大路壩区